# هوپا (کالیفرنیا)
هوپا (به انگلیسی: Hoopa) یک منطقهٔ مسکونی در ایالات متحده آمریکا است که در شهرستان هامبولت، کالیفرنیا واقع شده‌است. هوپا ۱۰۰ متر بالاتر از سطح دریا واقع شده‌است.